# Cionobrissus
Cionobrissus is een geslacht van zee-egels uit de familie Brissidae.

## Soort
- Cionobrissus revinctus A. Agassiz, 1879